# Imparidentia
Super-ordre
Le super-ordre des Imparidentia est un taxon de mollusques bivalves hétérodontes.

## Liste des sous-taxons
Selon World Register of Marine Species (30 mars 2016) :
- ordre Adapedonta Cossmann & Peyrot, 1909
- ordre Cardiida Ferussac 1822
- ordre Lucinida ou Lucinoida Gray, 1854
- ordre Myida ou Myoida Goldfuss, 1820
- ordre Venerida ou Veneroida H. Adams et A. Adams, 1856
- ordre Hippuritida †
- ordre Megalodontida †
- ordre Modiomorphida †
- super-famille Chamoidea Lamarck, 1809
- super-famille Cyamioidea Sars, 1878
- super-famille Gaimardioidea Hedley, 1916
- super-famille Galeommatoidea J.E. Gray, 1840
- super-famille Gastrochaenoidea Gray, 1840
- super-famille Mactroidea Lamarck, 1809
- super-famille Sphaerioidea Deshayes, 1855 (1820)
- super-famille Ungulinoidea Gray, 1854
- super-famille Grammysioidea S. A. Miller, 1877 †
- super-famille Kalenteroidea Marwick, 1953 †

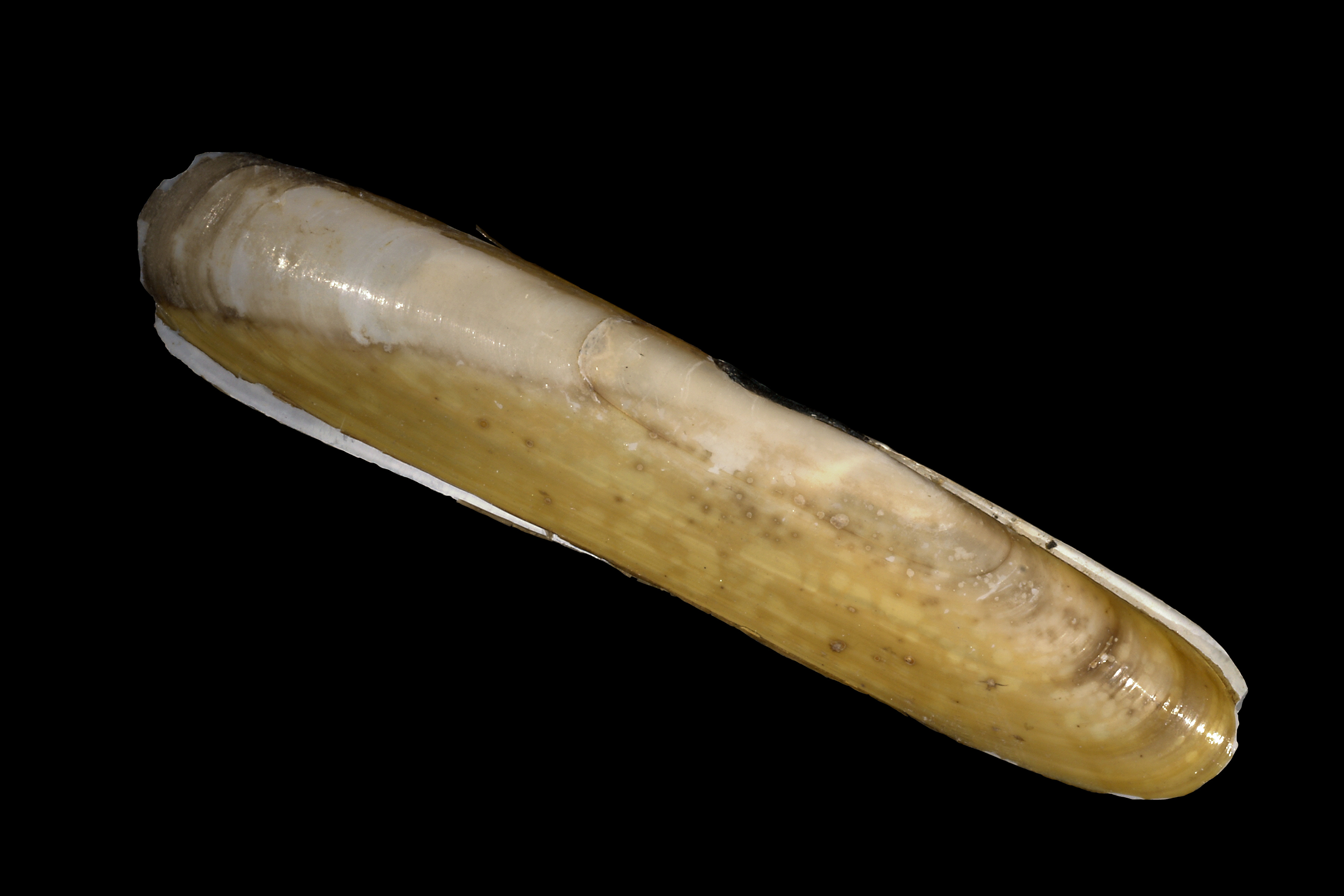
Pharus legumen (Adapedonta)
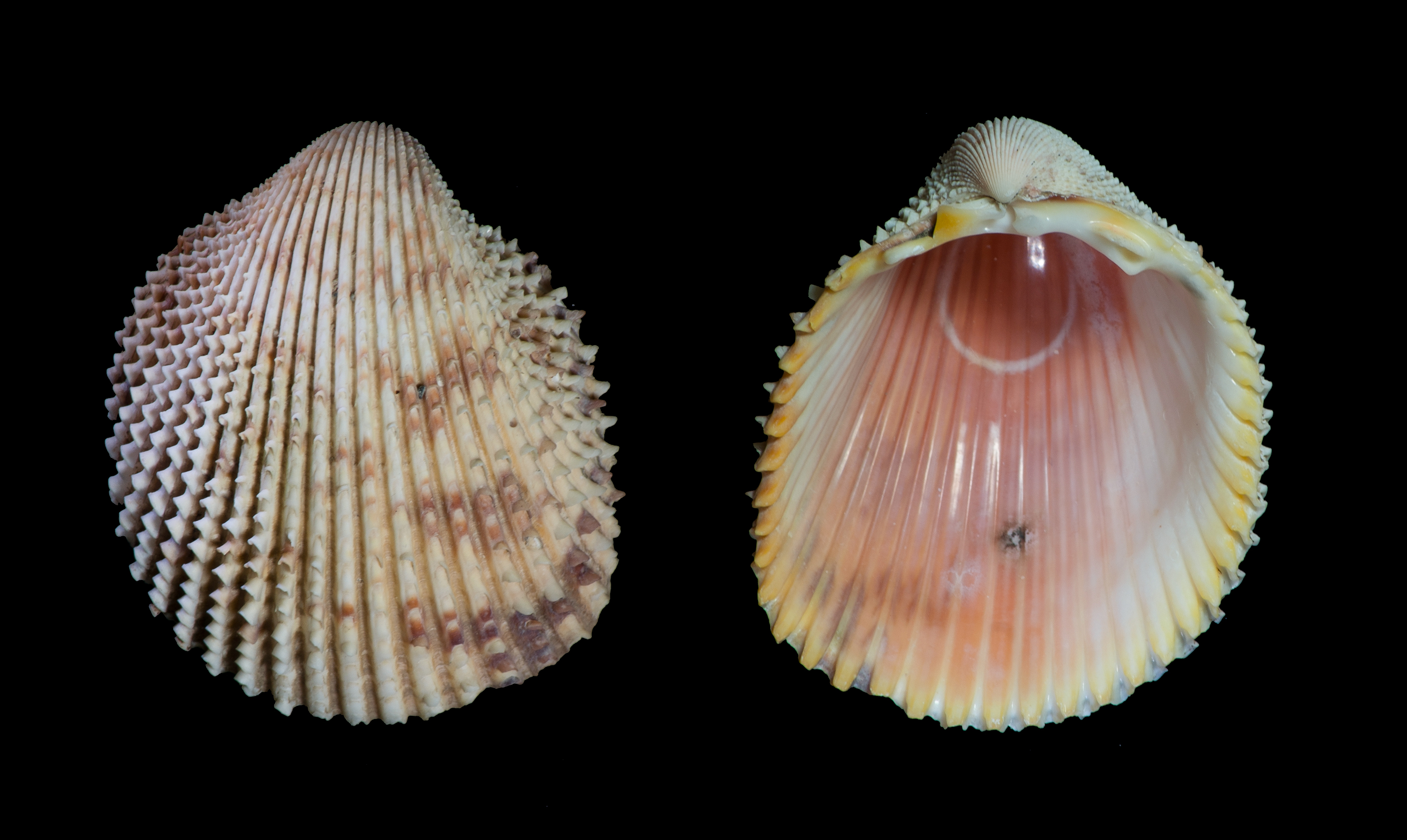
Trachycardium isocardia (Cardiida)
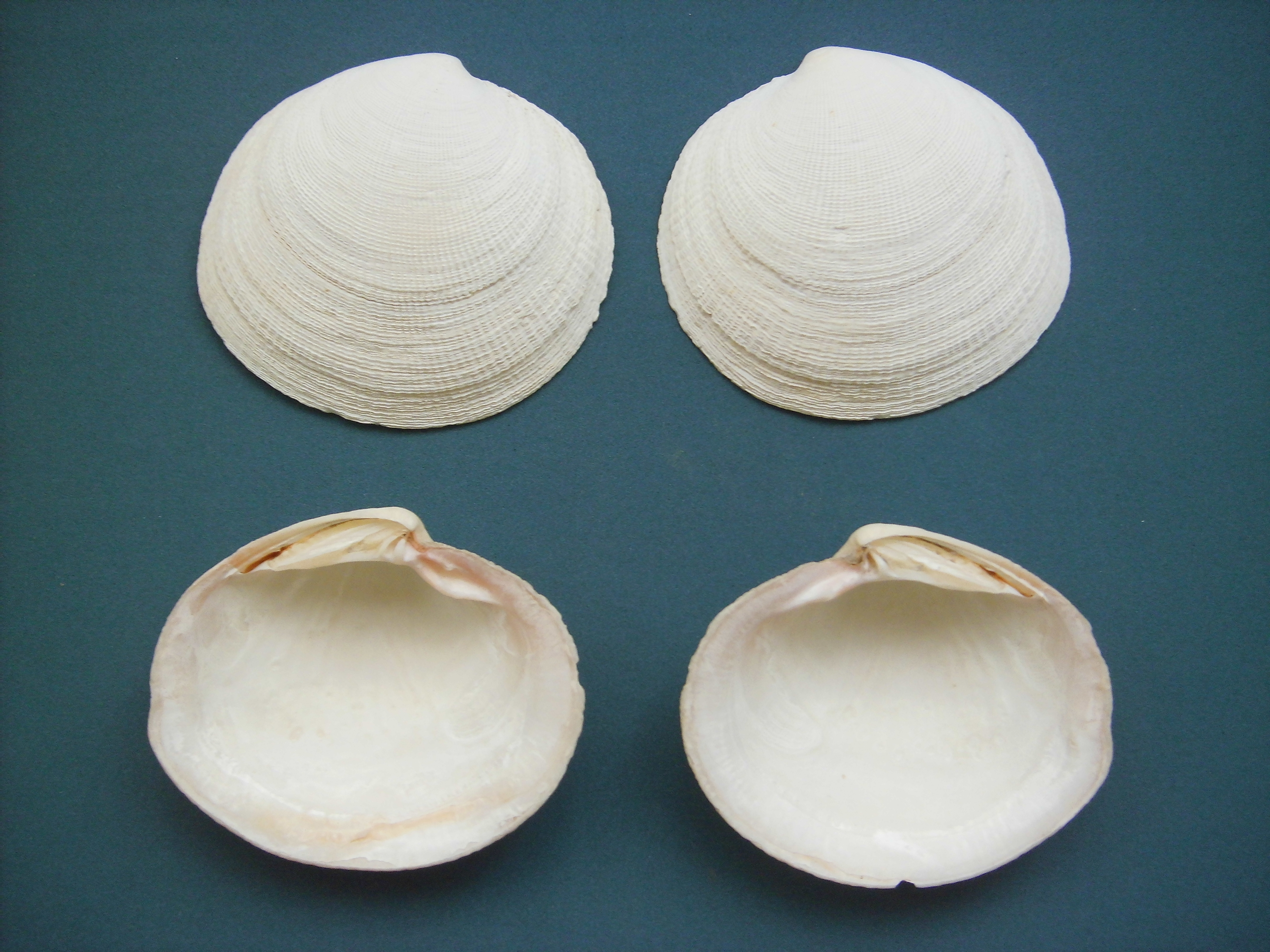
Codakia orbicularis (Lucinida)
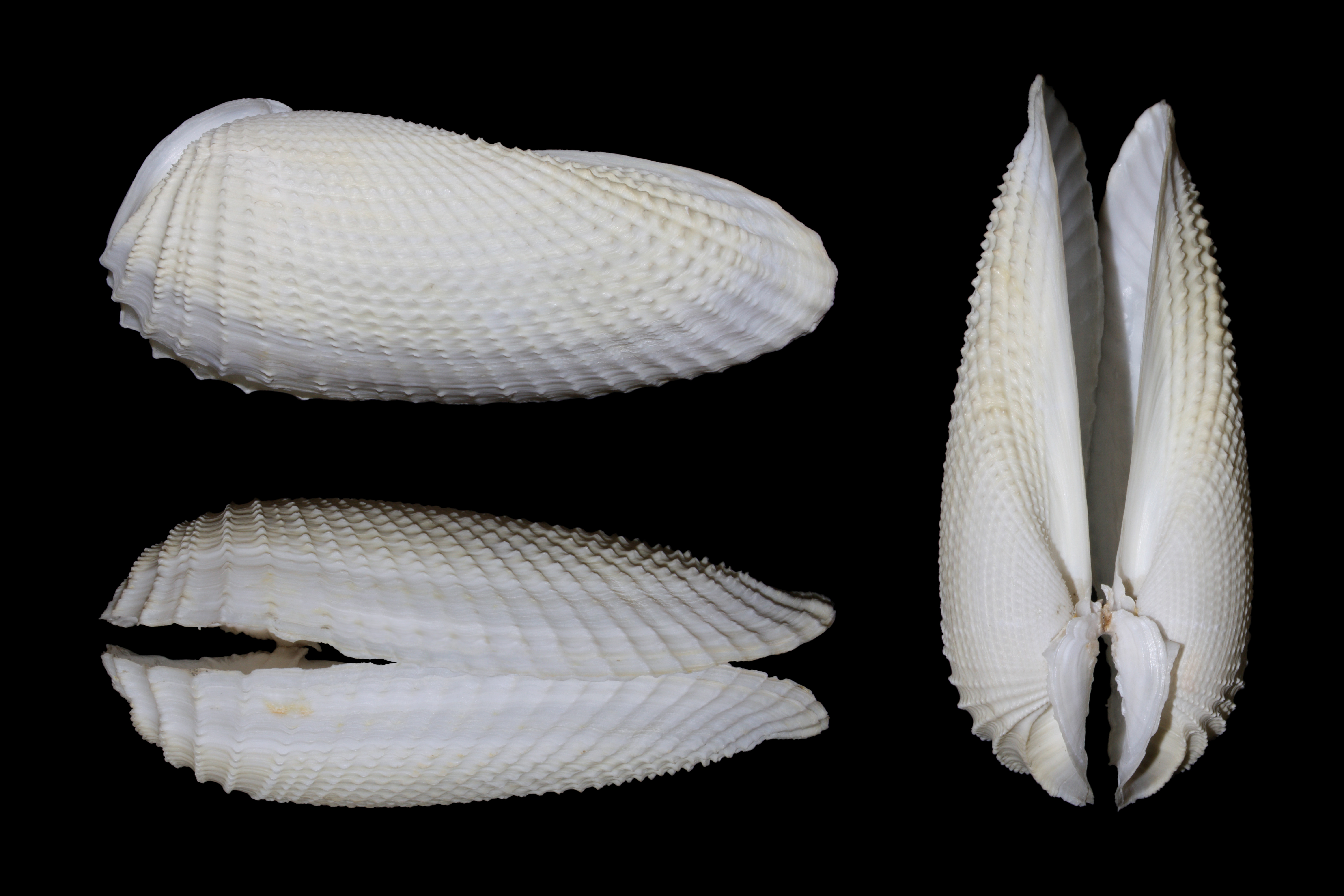
Cyrtopleura costata (Myida)
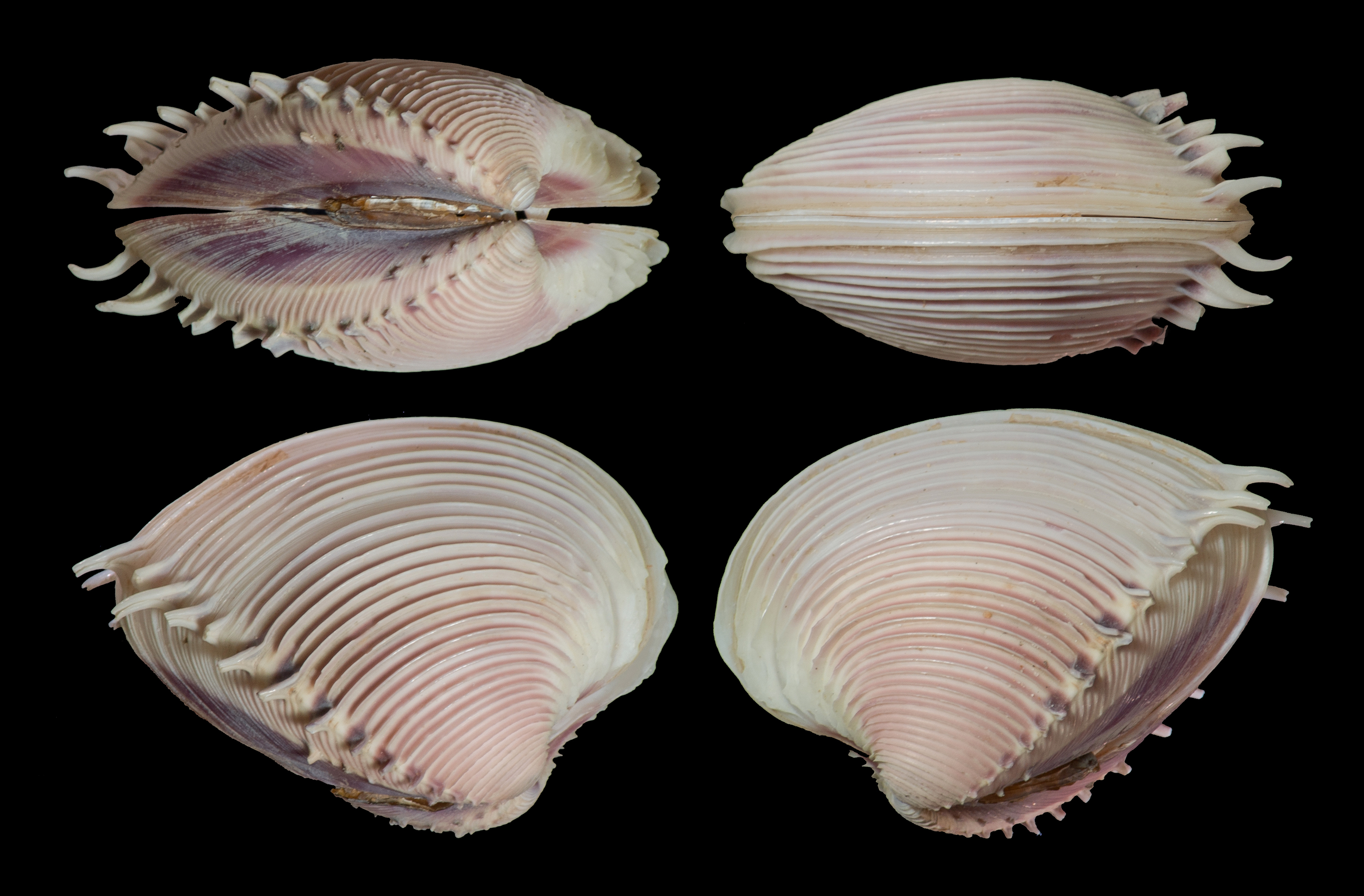
Hysteroconcha dione (Venerida)